# Hemilampra dichoptica
Hemilampra dichoptica är en tvåvingeart som beskrevs av Thompson 2003. Hemilampra dichoptica ingår i släktet Hemilampra och familjen blomflugor. Inga underarter finns listade i Catalogue of Life.